# Горки (Вязниковский район)
Горки — упразднённая деревня в Вязниковском районе Владимирской области России.

## География
Урочище находится в северо-восточной части области, в зоне хвойно-широколиственных лесов, в пределах Волжско-Окского междуречья, на левом берегу реки Тары, к северу от автодороги М7, на расстоянии 21 километра (по прямой) к западу от города Вязники, административного центра района.

### Климат
Климат характеризуется как умеренно континентальный. Средняя температура воздуха самого холодного месяца (января) — −11,1 °C (абсолютный минимум — −48 °С), средняя максимальная температура воздуха (июля) — +23,3 °С (абсолютный максимум — +37 °С). Годовое количество атмосферных осадков составляет около 607 мм, из которых 413 мм выпадает в период с апреля по октябрь.

## История
В «Списке населенных мест Владимирской губернии по сведениям 1859 года» населённый пункт упомянут как владельческая деревня Вязниковского уезда, расположенная в 25 верстах от уездного города. В деревне насчитывалось 7 дворов и проживало 48 человек (21 мужчина и 27 женщин).
По состоянию на 1905 год, в Горках имелось 8 дворов и проживало 47 человек. В административном отношении деревня входила в состав Сарыевской волости.
По данным 1926 года в деревне имелось 6 крестьянских хозяйств и проживало 28 человек (16 мужчин и 12 женщин). Являлась частью Симонцевского сельсовета.
На момент упразднения входила в состав Сарыевского сельсовета Вязниковского района. Упразднена решением облисполкома № 151 от 14 февраля 1966 года как фактически не существующая.